# Marie-Antoine Carême
 Marie-Antoine Carême, conocido como Antonin Carême (París, 8 de junio de 1784– París, 12 de enero de 1833) fue un gastrónomo y cocinero francés, considerado uno de los pioneros de la alta cocina (haute cuisine). Fue el autor del primer estudio europeo de las salsas en la gastronomía de Francia, que desarrolló  en su obra L'art de la cuisine française (5 volúmenes, 1833–34).
Trabajando con los principales chefs de la época, Carême amplió sus conocimientos para abarcar todos los aspectos de la cocina y se convirtió en jefe de cocina de personalidades como Charles Maurice de Talleyrand-Périgord, el zar Alejandro I de Rusia y el Príncipe Regente de Gran Bretaña. Codificó y hasta cierto punto simplificó la cocina francesa clásica, insistió en los ingredientes más finos y caros y fue considerado el chef más destacado de su época.
Carême escribió una serie de libros, profusamente ilustrados, con la intención de transmitir sus conocimientos a otros cocineros que se dedicaban a la grande cuisine para la élite de la sociedad francesa y de otros países. Su influencia continuó después de su muerte; su enfoque fue propagado por Jules Gouffé, Urbain Dubois y Émile Bernard, revigorizado por Auguste Escoffier, hasta que fue superado por la nouvelle cuisine en la segunda mitad del siglo XX. 
Apodado "el rey de los chefs y el chef de los reyes", es el primero en llevar el apelativo de "chef". Practicante precoz y representante destacado del concepto francés de haute gastronomie, se le considera el fundador de este estilo grandioso, buscado tanto por las cortes reales como por los nuevos ricos de París. Fue uno de los primeros cocineros que alcanzó fama internacional.

## Biografía

### Infancia y juventud
Antonin Carême nació en París el 8 de junio el año 1783 o 1784, si bien el año concreto no se conoce exactitud. Fue uno de los muchos hijos de Marie-Jeanne Pascal y Jean-Gilbert Carême (alrededor de veinticinco hermanos). El padre era obrero de la construcción, y la familia vivía en lo que los biógrafos de Carême, Philippe Alexandre y Béatrix de l'Aulnoit, llaman una baraque -una choza- en lo que entonces era un barrio pobre de París, cerca de la rue du Bac y la rue de Sèvres.  La Revolución Francesa, que estalló en 1789, paralizó temporalmente la construcción a gran escala en París, dejando al padre de Carême luchando por alimentar a la familia. Carême empezó a trabajar muy joven en una gargote parisina  - el tipo de restaurante más básico y modesto- se cree que se llamaba “À la fricassee du lapin”.
Se han dado dos explicaciones opuestas de cómo ocurrió esto. Según el relato de Carême, su padre le sacó de casa a finales de 1792 y le envió solo, pidiéndole, con unas palabras conmovedoras, que encontrara una casa que le acogiera. En palabras de un biógrafo que acepta esta versión de los hechos:
El muchacho así abandonado, podría haber llamado a la puerta de un carpintero o de un cerrajero o de un comerciante de ropa. El destino le condujo a una humilde cocinería, cuyo dueño le dio su primera lección de cocina.
Biógrafos más recientes han planteado la posibilidad de que se trate de un relato fantasioso, y que la familia se limitó a concertar con el gargotier la contratación del muchacho.
Los relatos también difieren sobre la siguiente etapa de los primeros años de Carême. Algunos biógrafos afirman que permaneció en la gargote durante más de cinco años, barriendo, lavando, haciendo recados, sirviendo a la mesa y, más tarde, cuando se le consideró lo bastante maduro, ayudando en la preparación de la comida. Un relato contradictorio es que se marchó al cabo de unos meses y pasó a trabajar para un panadero de la rue Saint-Honoré, conocido como Père Ducrest.  Un contemporáneo relató, tras la muerte de Carême, que se veía al muchacho corriendo por las calles para repartir los productos de su patrón, antes de regresar por la noche a la cocina de Ducrest, donde dormía.  Según este testimonio, Alexis Eymery (fr), el tutor de los hijos de Ducrest, enseñó a Carême a leer y escribir.

### Aprendiz de pastelero

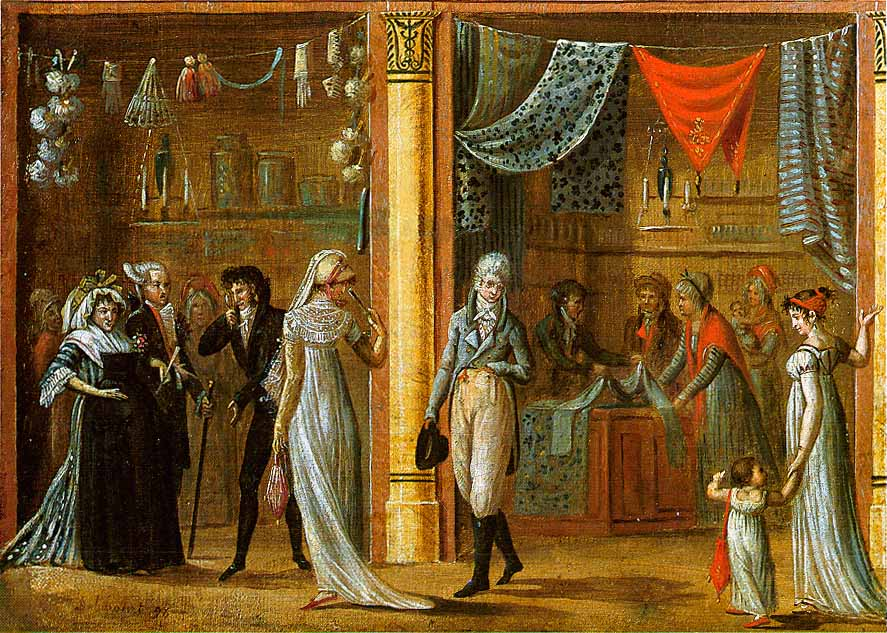
"Promenade de la galerie du Palais-Royal", 1798

La historia de Carême está documentada de forma más fidedigna a partir de 1798, cuando comenzó un aprendizaje en la pastelería de Sylvain Bailly en la rue Vivienne. Esto supuso un paso adelante, en términos profesionales, ya que en el París posrevolucionario, la pastelería era la rama más prestigiosa de las artes culinarias, y Bailly se encontraba entre sus profesionales más aclamados, recomendado por el influyente Almanach des Gourmands. El autor del Almanach, Grimod de La Reynière, llegó más tarde a admirar tanto a Carême que pidió que se enterrara con él un ejemplar de "Le Pâtissier royal del ilustre Carême",  y con clientes como el ministro francés de Asuntos Exteriores, Talleyrand.  El establecimiento de Bailly se encontraba a menos de cien pasos del elegante y bullicioso Palais-Royal, y entre las primeras tareas de Carême estaba la de ir allí para animar a los visitantes a acudir al restaurante de su patrón.
Como aprendiz de pastelero, Carême empezó como tourier, o volteador, trabajando la masa y doblándola y enrollándola repetidamente para conseguir el hojaldre perfecto. Adquirió una gran destreza en esta tarea, que más tarde puso en práctica en dos dulces con los que se le asoció especialmente: el vol-au-vent y el mille-feuille. Una de las propuestas más célebres de Bailly era el gâteau de plomb; Carême sugirió cómo hacerlo más ligero e inventó decoraciones con las que coronarlo. Poco a poco fue ascendiendo hasta ocupar un puesto de responsabilidad. Bailly le permitía tomarse dos tardes libres a la semana para visitar la antigua biblioteca real (posteriormente Bibliothèque nationale), situada frente al restaurante. Leía con voracidad, no sólo libros de cocina de otros países y diferentes épocas, sino también obras sobre su otro gran interés, la arquitectura.De esta última escribió más tarde:
Egipto, Grecia e Italia me inspiraron el gusto por la arquitectura; pero ... mis medios económicos me impidieron dedicarme a esa hermosa carrera. Tuve que reprimir este noble deseo, sin dejar de admirar lo que ha producido la antigüedad, maravillosa en su arquitectura masculina e imponente.
Bailly era consciente de la necesidad de innovar y atraer nuevos clientes. Quería que en sus escaparates se vieran vistosas pièces montées, elaboradas muestras de pastelería. La escultura en pasta de azúcar había sido bien conocida en el Antiguo Régimen, pero se había descuidado tras la revolución. Carême ayudó a revivir el arte, creando croquembouches y extravagantes piezas basadas en la arquitectura antigua que había estudiado en la biblioteca. Se le atribuye la frase: "Las bellas artes son cinco: la música, la pintura, la escultura, la poesía y la arquitectura, cuya rama principal es la confitería".Sus construcciones, con columnas y templos griegos, pagodas chinas y pirámides egipcias, atrajeron la atención y la aprobación generalizadas.  Su entusiasmo, entonces y más adelante en su carrera, le llevó a veces a mezclar en una sola pièce montée detalles de varias épocas y estilos arquitectónicos muy diferentes.

### Desarrollo profesional
Tras permanecer tres años con Bailly, Carême se unió a otro célebre pastelero, Gendron, que trabajaba en la rue des Petits-Champs. A Carême le gustaba trabajar para Gendron, donde su talento era apreciado por clientes prestigiosos, entre ellos el ministro de Finanzas, marqués de Barbé-Marbois. Carême se benefició de las condiciones flexibles que le ofrecía Gendron, permitiéndole trabajar por su cuenta y atender  banquetes importantes. En 1803 abrió su propia tienda en la rue de la Paix, comerciando allí durante una década.  Paralelamente a la gestión de su tienda construyó lo que un biógrafo llama "una carrera intermitente pero espectacular", primero como pastelero especializado y más tarde como chef de cuisine, en los grandes imperiales, banquetes sociales y gubernamentales. En octubre de 1808, Carême se casó con Henriette Sophy Mahy de Chitenay. No tuvieron hijos, aunque Carême tuvo más tarde una hija, Marie, con otra mujer, Agatha Guichardet.
Además de sus habilidades como pastelero, Carême se hizo experto en otras ramas de la cocina. Recibió influencias de cocineros y escritores gastronómicos anteriores, y estudió Le cuisinier moderne (1736) de Vincent La Chapelle, Soupers de la cour (1758) de Joseph Menon y Traité des alimens (1792) de Lémery.  Trabajó para o junto a los principales chefs parisinos; más tarde escribió:
Es bajo la dirección de los Sres. Richaut, los famosos sauciers de la casa de Condé, que aprendí la preparación de salsas; durante las espléndidas fiestas celebradas en el Hôtel de Ville de París bajo el mando de M. L'Asne que aprendí lo mejor de la cocina de bufé frío; en el Élysée Napoléon bajo los auspicios de los Sres. Robert y Laguipère aprendí la elegancia de la cocina moderna y la dirección de un gran establecimiento.
Napoleón era famoso por su indiferencia hacia la comida. Sin embargo, entendía la importancia de las relaciones sociales en el mundo de la diplomacia. En 1803, financió la compra del castillo de Valençay, una gran finca en las afueras de París, para Talleyrand. El castillo se convertiría en un lugar de encuentros diplomáticos. Cuando Talleyrand se trasladó a Valençay, se llevó a Carême con él y desafió al chef a crear menús para todo un año, sin repeticiones y utilizando sólo productos de temporada. Carême superó la prueba y completó su formación en las cocinas de Talleyrand, desarrolló los fiambres y las presentaciones de mesas de bufé. 
De 1803 a 1814, Carême trabajó como chef-pastelero en las cocinas de Talleyrand, en el Hôtel de Galliffet, a las órdenes del jefe de cocina, Boucher. Continuó aprendiendo sobre las artes de la cocina en general y fue contratado para atender eventos especiales, como las festividades de la boda de Jerónimo Bonaparte con Catarina de Wurtemberg (1807) y de la de Napoleón con María Luisa de Austria (1810).  Aunque estaba en edad de alistarse en el ejército, Carême no fue llamado a filas; Talleyrand pudo haber conseguido una exención para él, pero no es seguro.

### Éxito profesional
Tras la derrota de Napoleón en 1814, británicos y rusos ocuparon París. Talleyrand, deseoso de entablar relaciones amistosas con los aliados, invitó a Alejandro I de Rusia a alojarse con él y encargó a Carême que deleitara a su huésped con una serie continua de excelentes comidas. Según el biógrafo Marie-Pierre Rey, "la generosa hospitalidad de Talleyrand tuvo sin duda efectos positivos en el estado de ánimo del zar y en la magnanimidad que mostró hacia el Estado francés".
Tras pasar unas semanas con Talleyrand, el zar se instaló en el Elíseo y pidió a Carême que fuera su jefe de cocina durante su estancia. El biógrafo Georges Bernier escribe que este nombramiento situó a Carême en la cima de su profesión.  Al año siguiente, tras el breve regreso de Napoleón y su derrota final en la Waterloo, Alejandro I regresó a París y volvió a contratar los servicios de Carême. 
Cuando el zar reunió a sus tropas para una gran revista en Châlons-sur-Marne, Carême tuvo que proporcionar tres banquetes para 300 personas cada uno, a pesar de las enormes dificultades logísticas. Había pocos suministros disponibles localmente y la comida, los vinos, los linos, la cristalería e incluso los rebaños de ganado vacuno y ovino tuvieron que ser transportados desde París, a más de 95 km de distancia.  Además, Carême tuvo que hacer frente a la preferencia del zar por el servicio ruso -una sucesión de platos individuales- en lugar del tradicional servicio francés, en el que numerosos platos se ponían sobre la mesa en platos calientes y se guardaban bajo cloches para mantenerlos calientes. En opinión de Carême, "esta manera [rusa] de servir es sin duda favorable al buen humor; pero nuestro servicio francés es más elegante y suntuoso. ¿Hay algo más imponente que la vista de una gran mesa servida à la française?" A pesar de la oposición de Carême, el service à la russe fue suplantando gradualmente al antiguo servicio francés en toda Europa a medida que avanzaba el siglo XIX. 
En 1815 Carême publicó sus primeros libros. Le Pâtissier royal parisien era una recopilación ilustrada en dos volúmenes de recetas para un experto pastelero. Le Pâtissier pittoresque se centraba en las piéces montées, con más de 100 dibujos de diseños de Carême, junto con lo que la escritora gastronómica Barbara Wheaton llama "instrucciones más o menos esquemáticas" para ejecutarlas. En 1816, Carême aceptó el puesto de cocinero de Jorge IV, con base en Carlton House de Londres y en el Royal Pavilion de Brighton. Esta fue la primera aventura de Carême fuera de Francia. Le pagaron un sueldo sin precedentes, y el príncipe se deshizo en elogios hacia sus creaciones, pero Carême no era feliz en su puesto. Odiaba el clima inglés, sobre todo las nieblas, que agravaban los problemas respiratorios que padecía tras años de trabajo en cocinas llenas de humo. El personal doméstico del príncipe le resultaba antipático, incluso los lacayos franceses, y más tarde escribió que sufría l'ennui extrême y mal du pays - estaba aburrido y añoraba su hogar. Regresó a Francia a finales de 1817 sin planes firmes para su futuro inmediato.
También trabajó para el emperador de Austria, Francisco I, o la princesa Catherine Bagration. Volvió a París, donde en 1826 se convirtió en el chef del banquero James de Rothschild, para quien compuso menús excepcionales para sus veladas sociales durante más de cuatro años.
En 1821 fue contratado por el príncipe Esterhazy, embajador austriaco en París, en cuyo servicio permaneció hasta 1823, fecha en la que pasó a trabajar para el barón Rothschild y su familia, hasta 1829, cuando se retiró y dio por terminada su carrera, dedicándose de lleno a su obra literaria.
Murió en su casa de París, en la Rue Neuve Saint Roche a la edad de 49 años, debido a la inhalación durante muchos años de los gases tóxicos del carbón de leña con el que cocinaba. Hoy en día, Carême se encuentra enterrado en el cementerio de Montmartre en París.

## Legado
Lejos de ser un mero patrón, Talleyrand alentó calurosamente a Carême en la creación de un nuevo estilo de restauración más refinado, con el uso de hierbas y verduras frescas y salsas simplificadas elaboradas con pocos ingredientes. La mesa de Talleyrand se hizo famosa internacionalmente durante el Congreso de Viena. El congreso no sólo dibujó un nuevo mapa de Europa, sino que también esbozó un cambio en los gustos culinarios de las clases dirigentes.
La influencia de Carême  en el mundo culinario es tanto práctica como teórica. Se le atribuye la creación del toque (gorro de cocinero) en 1821, durante su estancia en Viena al servicio de Lord Charles Stewart; además de desarrollar nuevas salsas, publicó una clasificación de todas las salsas en cuatro grupos básicos: la salsa alemana, la salsa bechamel, la salsa española y la velouté. También se dice que fue el responsable de sustituir la práctica del servicio francés (servir todos los platos a la vez) por el servicio ruso (servir cada plato en el orden impreso en el menú) tras regresar de la corte rusa, pero las opiniones difieren en este punto.

## Ideas culinarias
Marie-Antoine Carême, influenciado por las ideas de Catalina de Médici, decidió volver a los verdaderos valores de la gastronomía; en contraste con la cocina a menudo pesada y picante, Carême estableció un nuevo paradigma para las salsas, imponiéndolas como más ligeras y sutiles. Además, sus tratados incluyen grabados de los bufés y platos que preparaba. Junto a él, su discípulo Jules Gouffé fue el primer cocinero que publicó el libro de cocina tal y como lo conocemos hoy, incluyendo cantidades precisas de ingredientes, así como tiempos y temperaturas de cocción.

## Obras
- Le pâtissier pittoresque. París: imp. de F. Didot, 1815
- Le pâtissier royal parisien. París: J.G. Dentu, imp., 1815
- Projects d'architecture, dédiés à Alexandre 1.er. París, el autor, 1821
- Projects d'architecture pour les embellissements de Paris et de Saint-Pétersbourg. París, el autor, 1821
- Projects d'architecture pour les embellissements de Paris. París, el autor, 1821-1826
- Le maître d'hôtel français. París: imp. de Firmin-Didot, 1822
- Le cuisinier parisien. París: imp. de F. Didot, 1828
- L'art de la cuisine française au XIXe siècle. París, el autor, 1833-1844. Esta obra consta de 5 volúmenes. El primero está incluido en Le cuisinier parisien, el segundo y el tercero se publicaron en 1833, después de su muerte, y el cuarto y el quinto, publicados en 1844, fueron escritos por Plumerey, basándose en las notas dejadas por Carême.